# Transição (wipe)

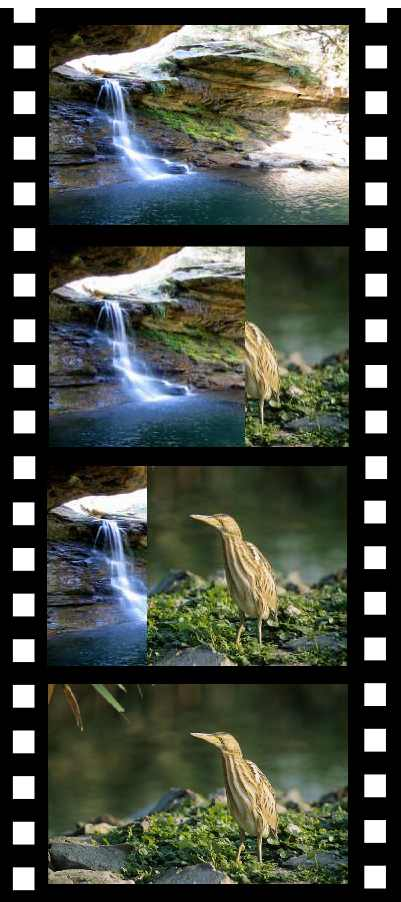
Exemplo de wipe: a tomada do pássaro se sobrepõe à da cachoeira.

 Na montagem, uma transição (também chamado de wipe) é um efeito de mudança gradual de uma imagem para outra. Uma imagem é substituída por outra com uma margem distinta que forma uma figura. Uma margem simples, um círculo estendido ou o ato de virar uma página são todos exemplos de transições.

## Usos no cinema
É geralmente consenso de que o uso de transições, ao invés de cortes simples ou dissolvições é uma escolha estilística que, ao seu modo, torna os espectadores mais conscientes do fato de que o filme é um filme e não uma história. Por exemplo, George Lucas é famoso pelo envolvente uso de transições em seus filmes Star Wars, que ajuda a evocar uma aproximação com os antigos romances e seriados cobertos de sci-fi; Ele foi inspirado por um uso similar do diretor Akira Kurosawa.
Os exemplos mais precoces de transições são vistos desde 1903 em filmes como Mary Jane's Mishap, de George Albert Smith.

## Tipos de transições
As transições também podem ser usados como ferramentas de sintaxe, mas são geralmente desdenhados. Alguns exemplos são:
- Uma transição de íris é uma transição que assume a forma de um círculo que cresce ou que encolhe. Tem sido usado freqüentemente curta-metragens animados, como as séries de desenhos dos Looney Tunes e Merrie Melodies, para anunciar o fim da história. Quando usado dessa maneira, a transição de íris pode ser centralizada em torno de um certo ponto focal e o objeto inscrito pode interagir com a transição, usando-a como um dispositivo para uma brincadeira de despedida, uma piscadela de quebra de quarta parede por algum personagem ou qualquer outro propósito.
- Uma transição de estrela é uma transição que assume a forma de uma estrela que cresce ou encolhe, e é utilizado para transmitir um senso de importância extra ou valor adicionado. Um exemplo de transição de estrela pode ser visto na seqüencia de abertura da novela Guiding Light dos anos 80. Essa convenção foi considerada de sobre-uso naquele período e atualmente é vista como sendo algo antiquado. O uso foi parodiado em Aqua Teen Hunger Force Colon Movie Film for Theaters.
- Uma transição de coração é uma transição que assume a forma de um coração que cresce ou encolhe, e é utilizado para incutir uma sensação de amor e amizade. A transição de coração é ainda bastante utilizada em vídeo de casamentos, formaturas e bar mitzvah, entre outros, conforme esse efeito tem se transformado de um simples recurso estilístico à uma verdadeira convenção padronizada, embora muitas pessoas o considerem pegajoso.
- Uma transição de matrix é uma transição padronizada entre duas imagens. A transição de matrix pode ter vários padrões como grades, estrelas, etc.
- Uma transição de relógio é uma transição que varre um raio ao redor de um ponto central do plano para revelar a tomada subseqüente, como os ponteiros de um relógio análogo. Por causa da similaridade, é utilizado, na maioria das vezes, pra indicar um certo tempo decorrido entre a tomada anterior e a tomada que se projeta em seguida.
- O uso mais comum dos efeitos de transição é a chamada "transição invisível", onde a câmera segue uma pessoa até a outra sala através do rastreamento paralelo do ator. Conforme a parede passa em frente à câmera, o editor tem a opção de usar uma transição para poder escolher qualquer outra tomada adequada da mesma cena. Também é comumente usada em tomadas rápidas de seqüencias de ação, para fazer cortes invisíveis. Tais transições são impossíveis de ser reparadas no filme concluído. Um bom exemplo dessa transição pode ser visto no filme Das Boot, quando o diretor Wolfgang Petersen utiliza-a para um flash entre dois U-Boots ocupados, mesmo embora eles tivessem apenas um único U-Boot para a filmagem.
- Algumas transições extremamente efetivas (e caras) foram usadas, entretanto, em um curta-metragem de baixo orçamento de Laurel and Hardy chamado Thicker Than Water. Para cada uma das mudanças de cena nesse filme, Laurel ou Hardy, ou mesmo os dois, pegaria uma cortina ou qualquer outro objeto fora da gravação e o moveria para dentro da tela. Os moldes da abertura da próxima cena seriam opticamente impressas nesse objeto, então, quando o objeto tivesse preenchido inteiramente a tela, o filme teria feito a transição da última tomada da cena anterior e começado a primeira tomada da próxima cena.